# Plutella porrectella
Plutella porrectella – gatunek motyla z rodziny tantnisiowatych.

## Zasięg występowania
Europa, w Polsce w całym kraju, rzadko obserwowany. Introdukowany w Ameryce Północnej (po raz pierwszy stwierdzony w Kalifornii w 1860 i w Oregonie w 1872), gdzie występuje w całym USA i w płd. Kanadzie.

## Budowa ciała
Rozpiętość skrzydeł wynosi 13–17 mm, pojedyncze skrzydło ma 5,5–7,5 mm. Przednie skrzydła białawe, kremowożółte lub jasnobrązowe z podłużną, nieregularną i stosunkowo wąską brązową smugą która nie sięga do jego przedniej krawędzi oraz brunatnymi plamkami skupionymi głównie w pobliżu przedniej krawędzi oraz wzdłuż strzępiny. Czułki z trzema ciemnymi pręgami przy ich końcach.

## Biologia i ekologia

### Odżywianie i biotop
Spotykany w lasach, na łąkach, terenach ruderalnych czy w ogrodach. Gąsienice żerują na roślinach z rodzaju wieczornik, zwłaszcza na wieczorniku damskim, a także pszonak i być może innych kapustowatych.

### Cykl życiowy
W ciągu roku występują dwa lub więcej pokoleń. Imago w Polsce spotyka się od maja do września. Gąsienice przechodzą przez cztery stadia rozwojowe. Zimują larwy wczesnego stadium w pąku wierzchołkowym rośliny żywicielskiej.

### Wrogowie naturalni
W Ameryce Północnej parazytoidem tego gatunku jest gąsienicznik Itoplectis conquisitor.